# Basil Hoskins
Basil Hoskins (* 10. Juni 1929 in London, Vereinigtes Königreich; † 17. Januar 2005 ebenda) war ein britischer Schauspieler.

## Leben
Als Schauspieler in Film und Fernsehen war Hoskins unter anderem als Gastdarsteller in den Fernsehserien Mit Schirm, Charme und Melone und Die Profis zu sehen. 1993 verkörperte er den Diener Sebastian in der Miniserie Heidi. Zudem trat er in London in zahlreichen Theaterstücken auf, in denen er unter anderem mit Vivien Leigh, Alec Guinness und Lauren Bacall auf der Bühne stand. 
Sein Lebensgefährte war der Schauspieler Harry Andrews.

## Filmografie (Auswahl)
- 1952: It Started in Paradise
- 1958: Eiskalt in Alexandrien – Feuersturm über Afrika (Ice Cold in Alex)
- 1959: Brennendes Indien (North West Frontier)
- 1960: Die Millionärin (The Millionairess)
- 1964: Mit Schirm, Charme und Melone (The Avengers, Fernsehserie, 1 Folge)
- 1964–1965: Emergency-Ward 10 (Fernsehserie, 62 Folgen)
- 1967: Nummer 6 (The Prisoner, Fernsehserie, 1 Folge)
- 1975: Edward VII. (Miniserie, 3 Folgen)
- 1976: Mit Schirm, Charme und Melone (The New Avengers, Neuauflage der Fernsehserie, 1 Folge)
- 1978: Die Profis (The Professionals, Fernsehserie, 1 Folge)
- 1978: Lillie (Miniserie, 3 Folgen)
- 1988: Sherlock Holmes (Fernsehserie, Folge Wisteria Lodge)
- 1989: Split (Edge of Sanity)
- 1992: The Blackheath Poisonings (Miniserie, 2 Folgen)
- 1993: Heidi (Miniserie, 2 Folgen)
- 1995: The Upper Hand (Fernsehserie, eine Folge)